# Федорук Василь Васильович
 Федорук Василь Васильович (16 серпня 1950, Кобаки — 23 серпня 2009, Палос-Гейтс) — український скульптор.

## Біографія
Народився 16 серпня 1950 року в селі Кобаки Івано-Франківської області. Закінчив Косівське училище декоративно-прикладного мистецтва (1966—1972) і відділ художнього скла Львівського інституту прикладного та декоративного мистецтва (1972—1977). Серед викладачів були Б. Галицький, Е. Мисько. Член Національної спілки художників від 1982 року. Працював у галузі станкової та монументальної скульптури. Проживав у Миколаєві на вулиці 6-й Слобідській. Керівник скульптурних симпозіумів у Миколаєві (1989, 1992) та Ольвії (1991). 1990 року став членом Асоціації північно-американських скульпторів. 1992 року переїхав до Сієтла, де відкрив власну майстерню-студію. 2003 року переїхав до Чикаго. В американський період творчості організував 15 персональних виставок. Роботи зберігаються у збірках Бельгії, Бразилії, Ізраїлю, Кореї, Норвегії, Росії, США, України, Югославії. Загинув 23 серпня 2009 року в Палос-Гейтс, штат Іллінойс.
Роботи
- «Революція», медаль (1977, бронза, діаметр 20).[5]
- «Революція», плакета (1978, тонований гіпс, 20,5×20,5).[6]
- Скульптурна композиція, присвячена Іграм доброї волі в Сієтлі, встановлена на Вест Лейк Молл (1992).[3]
- «Дотик» (1996).[2]
- «Легенда» (1997).[2]
- «Та, що сидить» (1998, граніт).[7]
- «Мій Птах» (1999, мармур, граніт, 43×14×10).[3]
- «Небо і Земля», монументальна композиція у Бразилії (2002, мармур, висота 3 м).[8]
- «Будда» (2005, мармур, 21,5×12,5×10).[3]
- «Скрипка» (2005, мармур, 34×10×10).[3]
- «Танцюючий торс» (2005, мармур, 34×10×8,5).[3]
- «Обоготворення» (2006, мармур, 43×15×18).[3]
- «Адам і Єва», диптих (2006, пісковик, 27×7,5×9 і 29×7,5×9).[3]
- «Вагітність» (2006, мармур, 38×12×9,5).[3]
- «Жінка-змія» (2006, ракушняк, 32×10×12).[3]
- «Звернення до всевишнього» (2006, мармур, 36×13×15).[3]
- «Місце Згоди» (2006, вапняк, 16×32×14).[3]
- «Торс», монументальна композиція басейну у Віті-Поштовій (2007, мармур).[8]
- «Заборонений плід», монументальна композиція, Туреччина (2007, мармур, 180×120×100).[8]
- «Земля», монументальна композиція, Туреччина (2006, мармур).[8]
- «Земля II», монументальна композиція, Туреччина (2007, мармур, 250×220×150).[8]
- «Чумацький шлях», композиція, створена на батуринському пленері (камінь).[9]